# Hoya buruensis
Hoya buruensis är en oleanderväxtart som beskrevs av Friedrich Anton Wilhelm Miquel. Hoya buruensis ingår i släktet Hoya och familjen oleanderväxter. Inga underarter finns listade i Catalogue of Life.